# Reuth (Obertaufkirchen)
Reuth ist ein Ortsteil in der Gemeinde Obertaufkirchen im oberbayerischen Landkreis Mühldorf am Inn.

## Lage
Die Einöde Reuth, die früher Köppelreuth hieß, liegt etwa 4 Kilometer südwestlich der Autobahnausfahrt 16 (Schwindegg) der Bundesautobahn A 94.

## Bevölkerungsentwicklung
In der Nachkriegszeit des Zweiten Weltkriegs um 1950 lebten 10 Einwohner in Reuth. Im Mai 1987 gab es dort drei Einwohner in einem Wohngebäude.
| Jahr      | 1925 | 1950 | 1970 | 1987 |
| Einwohner | 7    | 10   | 6    | 3    |